# Wikariat apostolski El Petén
Wikariat apostolski El Petén (łac. Apostolicus Vicariatus de El Petén) – wikariat apostolski Kościoła rzymskokatolickiego w Gwatemali. Jest podległy bezpośrednio pod Stolicę Apostolską. Został erygowany 3 lutego 1984 roku.

## Administratory
- Raymundo Julian Martín, O.P. (1951–1956)
- Gabriel Viñamata Castelsagué, I.E.M.E. (1956–1964)
- Gennaro Artazcor Lizarrage, I.E.M.E. (1964–1969)
- Aguado Arraux, I.E.M.E. (1969–1970)
- Luis María Estrada Paetau, O.P. (1970–1977)
- Jorge Mario Avila del Aguila, C.M. (1978–1987)
- Rodolfo Francisco Bobadilla Mata, C.M. (1987–1996)
- Oscar Julio Vian Morales, S.D.B. (1996–2009)
- Mario Fiandri (od 2009)